# Cristianesimo in Qatar

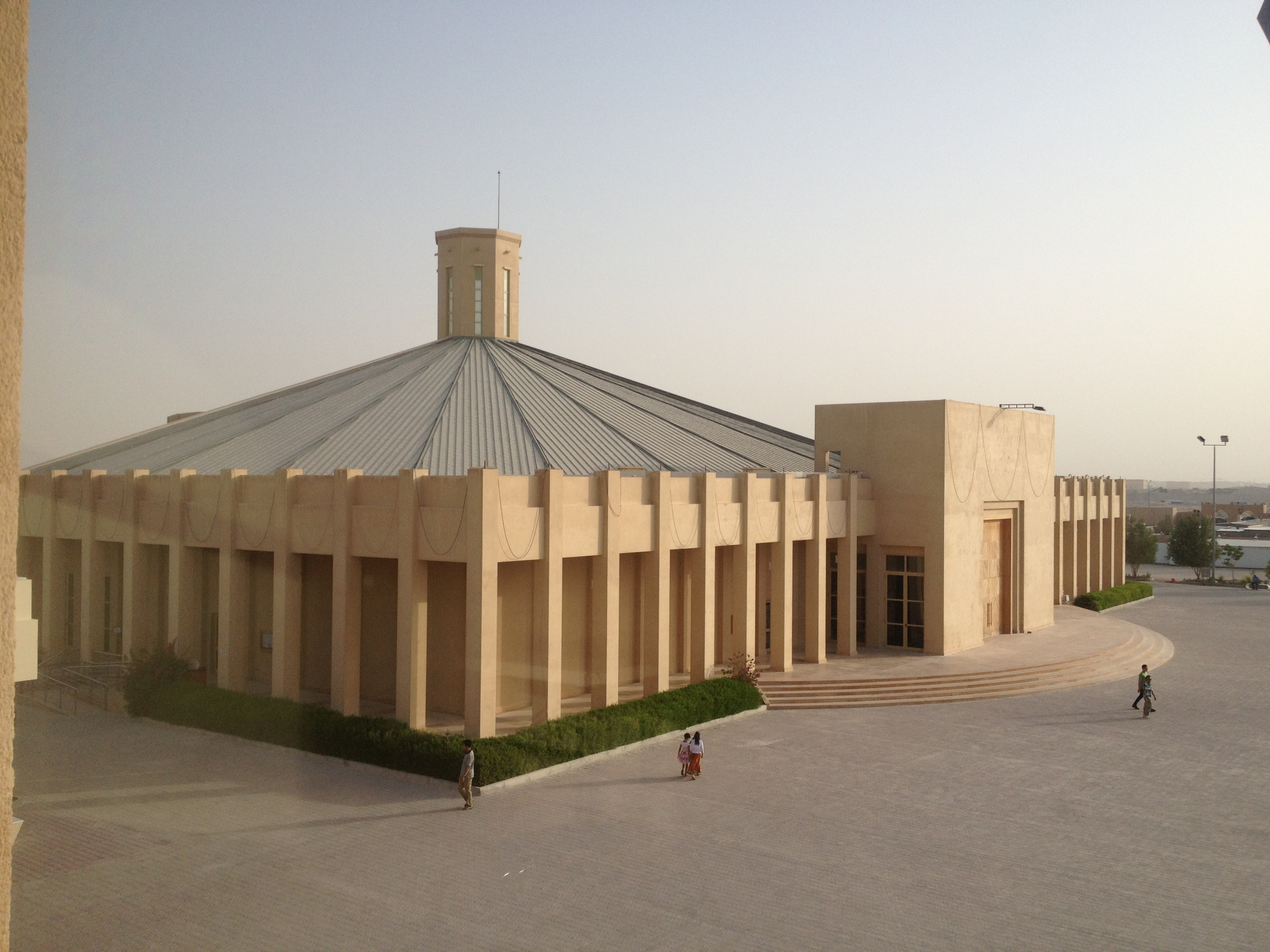
Chiesa cattolica dedicata alla "Madonna del Rosario".

La comunità cristiana in Qatar è composta da un mix di europei, americani settentrionali e meridionali, asiatici, Mediorientali ed espatriati africani. Essi formano intorno al 13,8% della popolazione totale (2010). Non ci sono gruppi missionari stranieri che operano apertamente nel paese. Non ci sono cristiani locali in Qatar; tutti i cristiani sono ufficialmente espatriati stranieri.

## Storia
Molti degli abitanti dell'attuale Qatar sono stati introdotti al cristianesimo dopo che la nuova religione è stata dispersa verso est a partire dalla Mesopotamia dal 224 d.C. in poi. I monasteri presenti nella regione sono stati costruiti in Qatar in questo periodo. Durante l'ultima parte di presenza cristiana nel territorio, il Qatar era conosciuto con il nome siriaco di 'Beth Qatraye'. Una variante di questo nome è stato 'Beth Catara'; il nome si traduce in 'regione del Qatar ". La regione non si è limitata al Qatar; comprendeva anche Bahrein, l'isola di Tarout, Al-Khatt e Al-Hasa. Nel 628, la maggior parte delle tribù arabe si convertirono all'Islam.
È probabile che alcune tra le popolazioni che si stabilirono in Qatar non vennero convertite immediatamente all'Islam. Isacco di Ninive, un vescovo siro-cristiano del VII secolo considerato come un santo in alcune chiese, è nato nel territorio che appartiene oggi al Qatar. Altri notevoli studiosi cristiani risalenti a questo periodo che provenivano dalla penisola del Qatar includono Dadisho Qatraya, Gabriel del Qatar e Ahob del Qatar. Nel 674, i vescovi di Beth Qatraye smisero di frequentare i sinodi; anche se la pratica del cristianesimo continuò a persistere nella regione fino almeno alla fine del IX secolo.